# Vincenzo Dandolo
Vincenzo Dandolo (født 12. oktober 1758 i Venedig, død 13. december 1819 i Varese) var en italiensk greve, kemiker og agronom. Han var far til Tullio Dandolo.
Dandolo var medlem af den cisalpinske republiks store råd og derefter guvernør i Dalmatien, hvorefter han levede på sine godser ved Varese. Han forbedrede vejvæsenet, agerbruget og vinavlen i Lombardiet. Han er forfatter til Fondamenti della fisico-chimica applicati alla formazione de' corpi et de' fenomeni della natura (1796), Les hommes nouveaux, ou moyens d'opérer une régénération morale (1799), Enologia (1812), Il buon governo de' bachi da seta (1816), Storia de' bachi da seta (1818-19). Hans memoirer er udgivne af Compagnoni (1820).